# NRZ radar

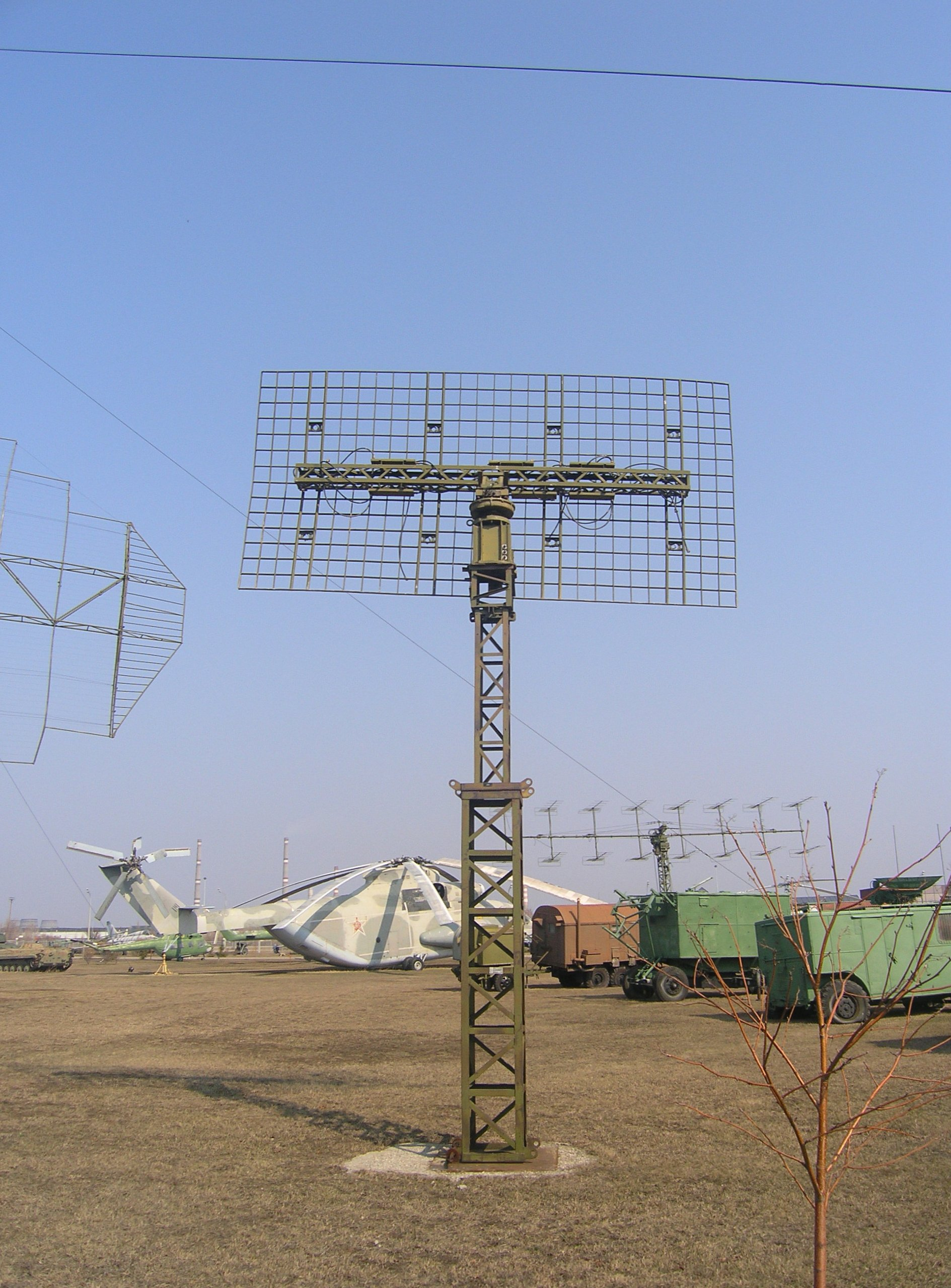
Antena dispozitivului de identificare în conformitate cu sistemul Kremnij-2 pentru radarul P-14 „Oborona”

NRZ - prescurtarea expresiei din limba rusă ”Наземный Радиолокационный Запросчик” - este un interogator terestru prin radiolocație. Luînd în considerare destinația interogatorului acesta are, în traducere, și alte denumiri: instalație de întrebare de la sol sau aparat terestru de recunoaștere. Expresia folosită în domeniul militar în România este și Aparat Terestru de Recunoaștere (ATR). A fost și este instalat pe toate radiotelemetrele, și alte tipuri de radare, fabricate în fosta URSS și Rusia. Interogatorul nu poate funcționa independent ci în corelație cu instalația care-i poate da răspunsul.  

## Destinație
- Interogatorul terestru prin radiolocație  este destinat pentru a ”întreba” dacă mijlocul aerian de zbor descoperit, de radarul pe care este instalat, este ”amic” sau ”inamic”.
- Instalația de răspuns prin radiolocație, în limba rusă ”Радиолокационный ответчик ”, este destinată pentru a comunica celui care întreabă ”cine este” precum și, în unele cazuri, informații suplimentare. Instalația de răspuns se folosește și în următoarele cazuri:
  - localizarea obiectului - determinarea destul de exactă a locului unui obiect cu ajutorul radiolocației cu răspuns pasiv fiind dificilă din diferite motive (dimensiunile sale geometrice mici, inexistența folosirii de către stația de radiolocație a unei puteri mai mari a emițătorului sau un câștig insuficient al antenei, nu dau posibilitatea să se evidențieze obiectul dorit printre alte obiecte, prezența unor interferențe puternice ... etc), aceasta conduce la necesitatea de a utiliza un reflector activ – instalația de răspuns - în mod evident, montată pe ținta urmărită. În alte cazuri, atunci când instalația de răspuns  este utilizată pentru a transmite informații într-un sistem radar secundar, răspunsul activ mărește, de asemenea, precizia poziționării obiectului.
  - identificarea obiectului - semnalul emis de către instalația de răspuns poate fi un cod propriu trimis pentru identificare. Identificarea poate fi atât unică pentru fiecare obiect cât și pentru determinarea apartenenței la un anumit grup, aceasta este utilizată, de obicei, pentru   recunoașterea  apartenenței de stat (pe principiul "prieten - dușman" sau ”amic - inamic”);
  - transmiterea informațiilor despre obiect - semnalul de răspuns poate include, sub formă codificată, o varietate de informații care vin la instalația de răspuns de la diversele sisteme tehnice și dispozitive ale obiectului și, de asemenea, introduse manual de către operatorul de pe obiect;

## Scurtă prezentare
Pentru determinarea apatenenței de stat a mijloacelor aeriene adică mijloc ”amic” sau ”inamic” funcționează următoarele instalații:
- Interogatorul terestru prin radiolocație constă dintr-un emițător-receptor (radar secundar) care funcționează in gama undelor decimetrice, antena de emisie-recepție instalată pe antena radarului sau ca instalație adiacentă radarului.
- Instalația de răspuns prin radiolocație, în limba rusă ”Радиолокационный ответчик ”, instalată la bordul mijlocului aerian, este o instalație de recepție-emisie în sistemul de radiolocație (de radar), cu un răspuns activ, emițând propriul semnal de răspuns sincronizat cu semnalul primit de la stația de radiolocație (radar).

## Principiul de funcționare
Emițătorul interogatorului lucrează în impulsuri cu aceeași frecvență de repetiție cu a radarului. Când fasciculul radarului (prin observarea circulară a spațiului aerian) se apropie de mijlocul aerian de zbor care trebuie ”intrebat” se comandă manual emisia interogatorului până ce fasciculul radar a depășit mijlocul aerian. Receptorul instalației de răspuns de la bord primește semnalul și comandă emiterea semnalului de răspuns (după o anumită întârziere). De obicei, în semnalul de răspuns se transmite, într-un fel sau altul, informație suplimentară. Semnalul emis are o anumită codificare dată de un ”filtru cod”. Semnalul de răspuns ajunge la receptorul interogatorului terestru și dacă trece prin ”filtrul cod” (având aceeași codificare cu a semnalului emis) este reprodus pe ecranul stației de radiolocație, într-un mod specific, și mijlocul aerian este recunoscut ca fiind ”amic”. Există mai multe ”filtre cod” care se schimbă aleator pe parcursul unei zile.

## Tipuri de instalații
Tipuri de instalații de răspuns:
- Instalații de răspuns la bordul avioanelor:
  - instalații de răspuns pentru controlul traficului aerian - pentru a trimite informații de zbor, identificarea unică a avioanelor în zbor;
  - instalații de răspuns pentru identificarea apartenenței de stat - identificarea pe principiul "prieten sau dușman", transmiterea mai multor informații.
- Instalații de răspuns maritime:
  - instalații de răspuns de pe nave pentru identificarea apartenenței de stat - identificarea  pe principiul "prieten sau dușman";
  - instalații de răspuns pentru căutare și salvare în caz de pericol - localizarea obiectului.
- Instalații de răspuns pe rachete:
  - instalații de răspuns pe rachete geofizice si meteorologice  - localizarea unui obiect;
  - instalații de răspuns pe rachete militare - localizarea unui obiect.

Tipuri sovietice și rusești de interogatoare terestre prin radiolocație:
- NRZ-1 - a fost instalat pe radarele P-3, P-8, P-10, P-20  și funcționa în sistemul ”Kremnîi-1”. În acest sistem semnalul de răspuns pentru mijloc aerian ”amic” era semnalul sonor a unei litere din alfabetul Morse. Semnalul era ascultat în cască de către operatorul radarului.
- NRZ-20 - a fost instalat, în ordine, pe radarele  P-30, P-35, P-37 și funcționa în sistemul ”Kremnîi-2”. Acest sistem utiliza un ”filtru cod” (un circuit oscilant acordat pe o anumită frecvență), având o anumită numerotație, și era introdus manual sau printr-un comutator in circuitul emițătorului instalației de răspuns de la bordul milocului aerian. Un ”filtru cod”, similar ca numerotație, era introdus manual în calea de recepție a interogatorului de la sol.

Pe toate celelalte radiotelemetre s-a introdus același tip de interogator (NRZ-20) dar a primit numerotația de la radiotelemetrul respectiv (NRZ-12, NRZ-14, NRZ-15, NRZ-19). Începând cu radarul P-18 s-a introdus un interogator terestru prin radiolocație autonom, instalat pe un automobil, denumit ”Parola”.